# Chlumetia cebeae
Chlumetia cebeae là một loài bướm đêm trong họ Noctuidae.